# Antigonia hulleyi
Antigonia hulleyi is een  straalvinnige vissensoort uit de familie van evervissen (Caproidae). De wetenschappelijke naam van de soort is voor het eerst geldig gepubliceerd in 2005 door Parin & Borodulina.